# Linka 7bis (metro v Paříži)

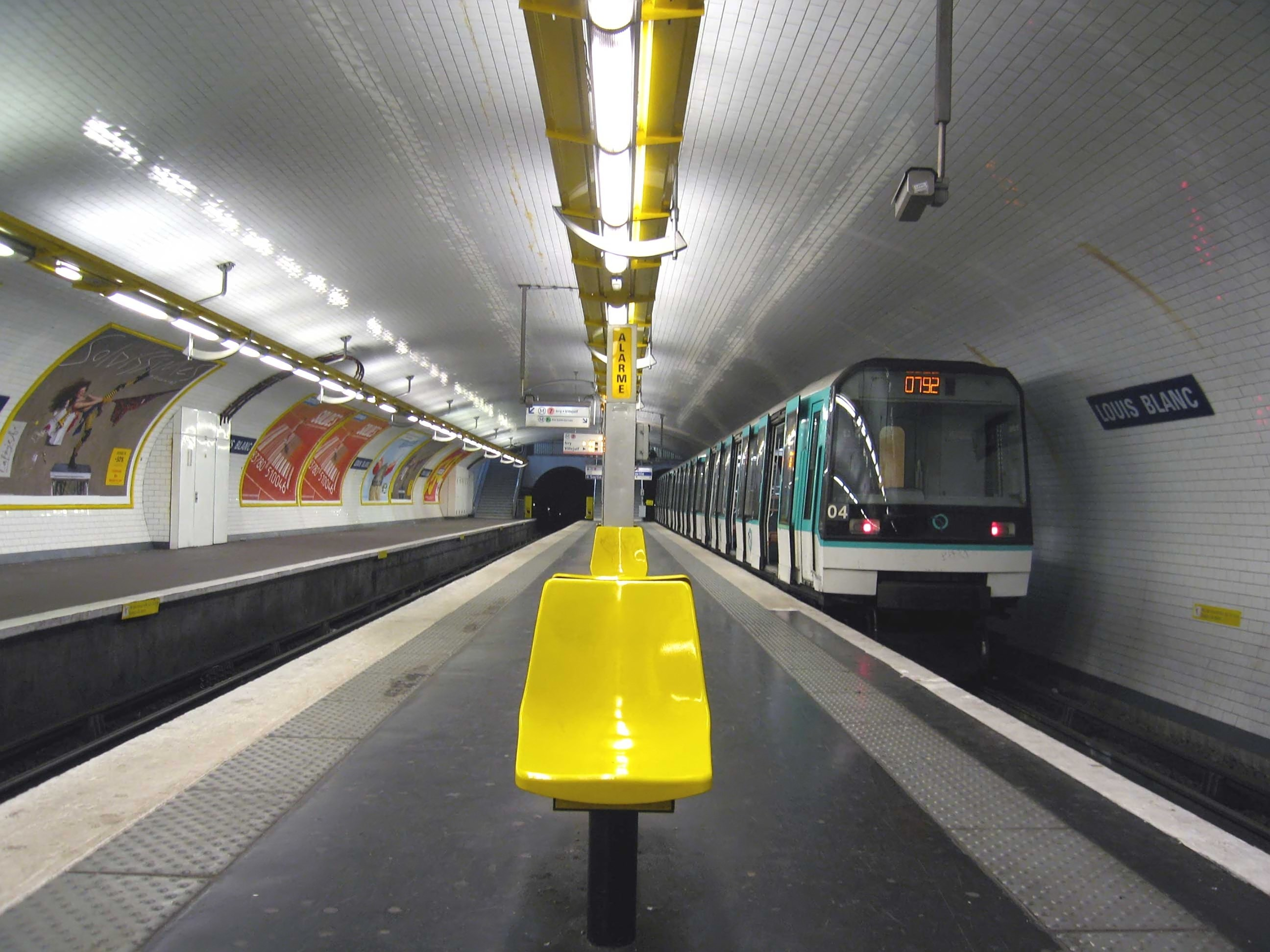
Stanice Louis Blanc

Linka 7bis je druhou nejkratší linkou pařížského metra a v systému MHD je značena světle zelenou barvou (obdobně jako linka 6). Nachází se v severovýchodní části Paříže převážně v 19. obvodu. Linka je dlouhá pouhé 3 km, má 8 stanic a ročně přepraví 3,9 miliónů cestujících (1998). Ke zvláštnostem linky rovněž patří, že stanice Danube a Place des Fêtes jsou obsluhovány jen v jednom směru.

## Historie
Linka byla zprovozněna 18. ledna 1911 jako boční větev linky 7. Dne 3. prosince 1967 se kvůli nedostatku dopravních možností severní větev linky 7 mezi Louis Blanc a Pré Saint-Gervais stala samostatnou větví s označením 7bis.
Od roku 1994 jsou na trati vlaky série MF 88. Tyto ale nejsou příliš spolehlivé, proto se uvažuje o nasazení vlaků typu MF 67, které jsou sice starší, ale v nákladech na údržbu efektivnější.

## Další rozvoj
V plánech rozvoje sítě na léta 2013–2020 bylo jako možné uváděno spojení linky 7bis s linkou 3bis existujícím železničním tunelem s opuštěnou stanicí Haxo, čímž by vznikla nová linka s konečnou stanicí Château-Landon na lince 7 na západě a druhou konečnou Gambetta na lince 3 na východě.
Tato myšlenka byla opuštěna v roce 1921 a stanice Haxo, ačkoliv byla postavena, zůstala dodnes jen v hrubé stavbě.

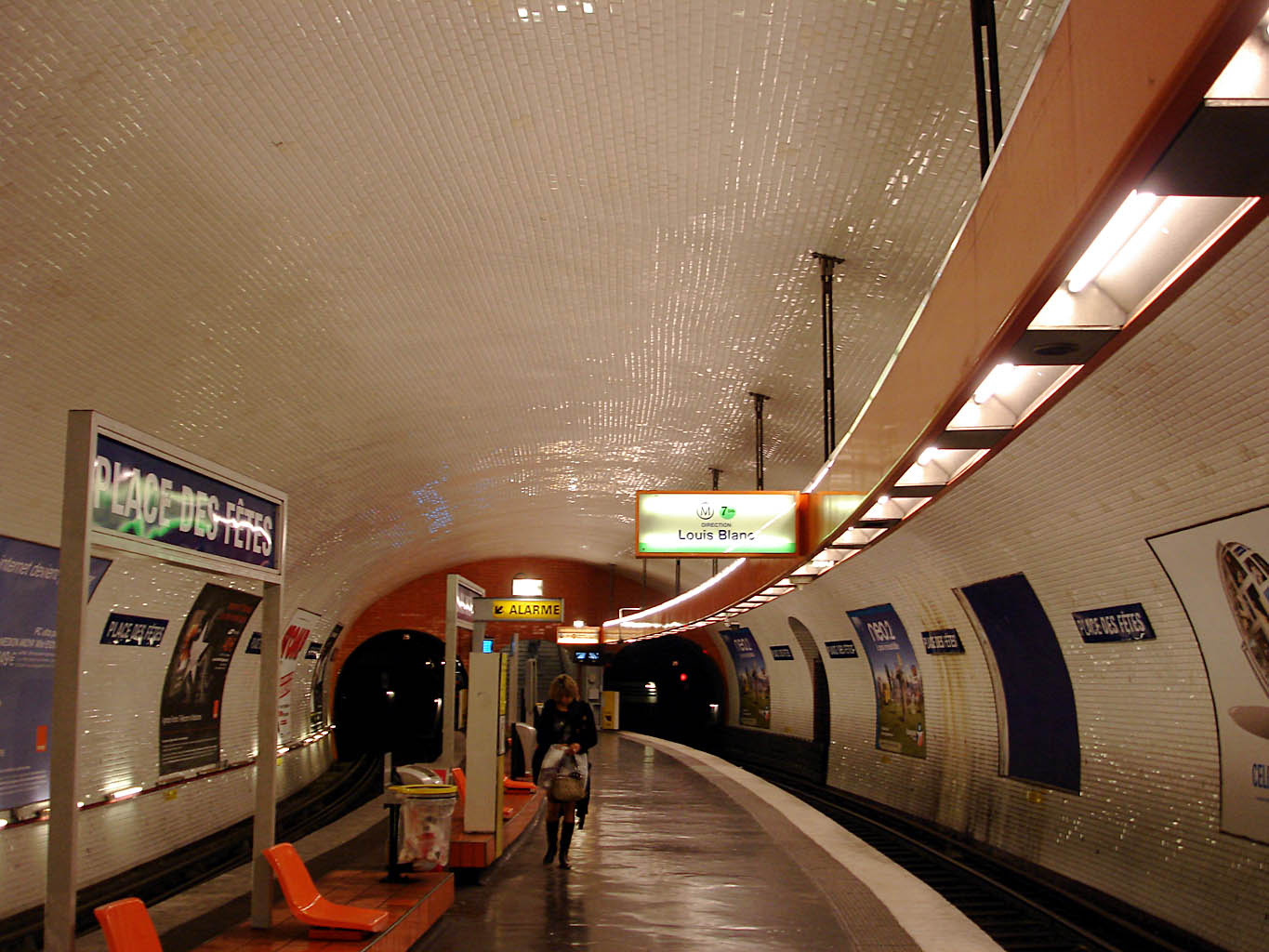
Stanice Place des Fêtes

Plán linky 7bis